# Route nationale 52bis
La route nationale 52bis, ou RN 52bis, était une route nationale française reliant Villers-la-Montagne à Pont-à-Mousson. Elle a été créée par la loi du 15 juin 1878. À la suite de la réforme de 1972, la RN 52bis a été déclassée en RD 952 à l'exception des tronçons de Mainville à Briey, renuméroté en RN 43, et de Briey à Jarny qui a été renuméroté en RN 103. Le décret du 5 décembre 2005 prévoit le transfert au département de Meurthe-et-Moselle de ces deux tronçons.
De nos jours, le tracé de la RN 52bis nous parait tortueux et malaisé mais il faut se souvenir que, du temps où l'Alsace-Lorraine était annexée, c'était le seul itinéraire reliant Nancy au Pays Haut et à Longwy.

## Ancien tracé de Villers-la-Montagne à Pont-à-Mousson

### Ancien tracé de Villers-la-Montagne à Briey (D 952 & N 43)
- Villers-la-Montagne D 952
- Morfontaine
- Murville
- Mercy-le-Haut
- Mont-Bonvillers D 952
- Mainville N 43
- Anoux
- La Malmaison, commune de Mance
- Briey N 43

### Ancien tracé de Briey à Chambley (N 103 & D 952)
- Briey N 103
- Labry N 103
- Jarny D 952
- Mars-la-Tour
- Puxieux
- Chambley D 952

### Ancien tracé de Chambley à Pont-à-Mousson (D 952)
- Chambley D 952
- Waville
- Onville
- Vandelainville
- Bayonville-sur-Mad
- Arnaville
- Pagny-sur-Moselle
- Vandières
- Norroy-lès-Pont-à-Mousson
- Pont-à-Mousson D 952